# Laguna Beach (Kalifornia)
Laguna Beach – miasto w Stanach Zjednoczonych, w stanie Kalifornia, w hrabstwie Orange. Według spisu ludności przeprowadzonego przez United States Census Bureau, w roku 2010 miasto Laguna Beach miało 22 723 mieszkańców.

## Miasta partnerskie
- Mentona, Francja